# كلوروكوالون
كلوروكوالون (بالانجليزية: Cloroqualone
هو مركب كيميائي له خصائص غابا وأحد أنواع كوينازولينون (بالانجليزية Quinazolinone)ويعتبر نظير للميثاكوالون (بالانجليزية methaqualone)، تم تطويره في الثمانينات من القرن الماضي وتم بيعه بشكل اساسي في فرنسا وبعض الدول الأوروبية. للكلوروكوالون تأثير مهدئ ومضاد للسعال نتيجة لتأثيرة الناهض لمستقبل غابا النوع بيتا ومستقبل سيجما-1، وتم بيعه اما منفردا أو بالاشتراك مع مكونات أخرى مثل أدوية السعال. للكلوروكوالون خصائص مهدئة اضعف من تأثير الميثاكوالون وتم بيعه لتاثيره المهدئ للسعال، لكن تم سحبه من الاسواق الفرنسية عام 1994 لاسباب تتعلق باحتمالية اساءة استخدامه وأخذ جرعات مفرطة منه.